# Agenția Națională pentru Locuințe
Agenția Națională pentru Locuințe (ANL) este o instituție de interes public din România, înființată în 1998, având ca scop pentru dezvoltarea construcției de locuințe la nivel național.
În realizarea scopului propus, agenția poate dobândi, în condițiile legii, construcții aflate în diferite stadii de execuție și terenurile aferente acestora, destinate construcției de locuințe.
Conform prevederilor legii, Agenția Națională pentru Locuințe are printre obiective promovarea și dezvoltarea unor programe de investiții publice în construcția de locuințe pentru tineri, destinate închirierii, dar și dezvoltarea unor programe de construcții de locuințe proprietate privată, cu finanțare prin credit ipotecar.
Prin programul de locuințe pentru tineri destinate închirierii, ANL a construit aproximativ 25.000 de apartamente până la finalul anului 2009,
și 36.000 până în iunie 2016.
În prezent (ianuarie 2010) sunt înregistrate la administrațiile publice locale aproximativ 100.000 de cereri de locuințe pentru tineri.
Agenția Națională pentru Locuințe a anunțat ca are în lucru în anul 2016 peste 1.150 de imobile.

## Președinții ANL
- Corneliu Popescu (PSD): ? - 8 februarie 2005[4][5]
- Gheorghe Popescu (PNL): 8 februarie 2005 - 11 februarie 2009[4][5][6]
- Pavel Belinski (PSD): 11 februarie 2009 - prezent[6][7]
- Marian Iftimie Nicorici (UNPR): 2010 - prezent[6][7]
- Cosmin Ilina: 25 august 2012 - 7 ianuarie 2013[8]